# Nederlandse kampioenschappen schaatsen allround & sprint 2019
De Nederlandse kampioenschappen schaatsen allround & sprint 2019 in het langebaanschaatsen werden op 26 en 27 januari verreden op de overdekte schaatsbaan Thialf in Heerenveen, Friesland. Voor de mannen allround was het de 77e editie, voor de vrouwen allround de 61e editie, voor de mannen sprint de 51e editie en voor de vrouwen sprint de 37e editie. Het was voor de vierde keer dat deze vier kampioenschappen tegelijkertijd plaatsvonden. Bij elk kampioenschap kwamen 20 deelnemers aan de start.
Heerenveen was voor de 20e keer de locatie voor het mannen allroundkampioenschap, voor de 18e keer voor het vrouwen allroundkampioenschap, voor de 14e keer voor het mannen sprintkampioenschap en voor de 10e keer voor het vrouwen sprintkampioenschap.
Van de podiumgangers van 2018 kwam het trio bij de mannen allround (Marcel Bosker, Lex Dijkstra en Thomas Geerdinck) en het trio bij de vrouwen sprint (Letitia de Jong, Anice Das en Sanneke de Neeling) ook deze editie aan de start. Bij de vrouwen allround nam alleen Melissa Wijfje (3e) deel, Annouk van der Weijden en Linda de Vries ontbraken. Bij de mannen sprint namen de nummer-1 en -2 (Dai Dai Ntab, Hein Otterspeer) deel, nummer-3, Thomas Krol, ontbrak.
Het mannen sprinttoernooi bracht de enige kampioen voort die eerder op de hoogste trede van het erepodium had gestaan. De kampioen van 2015, Hein Otterspeer, behaalde zij tweede titel en zesde podium plaats. In 2012, 2014 en 2018 werd hij tweede en in 2013 derde. De beide allroundkampioenen, Douwe de Vries en Carlijn Achtereekte, en de kampioene in het vrouwen sprinttoernooi, Jutta Leerdam, werden voor het eerst Nederlands kampioen. Voor De Vries was het zijn tweede podiumplaats, in 2016 werd hij tweede, ook voor Achtereekte was het haar tweede podiumplaats, in 2017 werd ze derde. Leerdam stond voor het eerst op het eindpodium.
In het allroundtoernooi bij de mannen werd verdedigend kampioen Marcel Bosker tweede, hij behaalde zijn derde opeenvolgende podiumplaats, in 2017 werd hij derde. Derde werd Chris Huizinga die voor het eerst plaatsnam op het podium. De nummers twee en drie bij de vrouwen allround, Joy Beune en Esmee Visser, stonden ook voor het eerst op het erepodium. In het sprinttoernooi bij de mannen werd verdedigend kampioen Dai Dai Ntab tweede, het was ook zijn tweede podiumplaats. Derde werd Lennart Velema die voor het eerst plaatsnam op het podium. Ook in het sprinttoernooi bij de vrouwen werd de verdedigend kampioen tweede, voor Letitia de Jong was ook haar tweede podiumplaats. Sanneke de Neeling, ook de kampioene van 2016, stond voor het derde opeenvolgende jaar op plaats drie.
Dit weekend werd eenmaal een baanrecord gereden, Esmee Visser verbeterde de tijd op de 5000 meter tot 6.47,47. Daarnaast werd 121x een persoonijkrecord op de afstanden gereden; in het allrounden 36x bij de mannen en 35x bij de vrouwen en in het sprinten 23x bij de mannen en 27x bij de vrouwen.
Bij deze kampioenschappen konden tevens de resterende startbewijzen voor de WK allround en WK sprint van dit seizoen worden verdiend. Op de EK van 2019 wisten Sven Kramer en Patrick Roest (mannen allround), Antoinette de Jong (vrouwen allround) en Kai Verbij (mannen sprint) zich hiervoor direct te plaatsen. Ireen Wüst (vrouwen allround) en Kjeld Nuis (mannen sprint) werden hiervoor door de KNSB aangewezen. Deze zes namen dan ook niet deel aan deze kampioenschappen. De resterende startbewijzen gingen naar Douwe de Vries, Carijn Achtereekte, Hein Otterspeer en de top-3 van het vrouwensprinttoernooi (Jutta Leerdam, Letitia de Jong, Sanneke de Neeling).

## Programma
| zaterdag 26 januari | zondag 27 januari |
| --- | --- |
| 0500 meter vrouwen allround 0500 meter mannen allround 3000 meter vrouwen allround 5000 meter mannen allround 0500 meter vrouwen sprint 0500 meter mannen sprint 1000 meter vrouwen sprint 1000 meter mannen sprint | 1.1500 meter vrouwen allround 1.1500 meter mannen allround 1.5000 meter vrouwen allround 10.000 meter mannen allround 0500 meter vrouwen sprint 0500 meter mannen sprint 1000 meter vrouwen sprint 1000 meter mannen sprint |

## Podia

### Mannen allround
| Onderdeel      | 1e             | 2e            | 3e               |         |
| -------------- | -------------- | ------------- | ---------------- | ------- |
| Eindklassement | Douwe de Vries | Marcel Bosker | Chris Huizinga   | uitslag |
|                |                |               |                  |         |
| 500 m          | Tijmen Snel    | Louis Hollaar | Thomas Geerdinck | uitslag |
| 5000 m         | Douwe de Vries | Marcel Bosker | Jos de Vos       | uitslag |
| 1500 m         | Douwe de Vries | Marcel Bosker | Chris Huizinga   | uitslag |
| 10.000 m       | Douwe de Vries | Marcel Bosker | Chris Huizinga   | uitslag |

### Vrouwen allround
| Onderdeel      | 1e                  | 2e                  | 3e             |         |
| -------------- | ------------------- | ------------------- | -------------- | ------- |
| Eindklassement | Carlijn Achtereekte | Joy Beune           | Esmee Visser   | uitslag |
|                |                     |                     |                |         |
| 500 m          | Joy Beune           | Carlijn Achtereekte | Melissa Wijfje | uitslag |
| 3000 m         | Esmee Visser        | Carlijn Achtereekte | Joy Beune      | uitslag |
| 1500 m         | Joy Beune           | Carlijn Achtereekte | Melissa Wijfje | uitslag |
| 5000 m         | Esmee Visser        | Carlijn Achtereekte | Joy Beune      | uitslag |

### Mannen sprint
| Onderdeel      | 1e              | 2e                         | 3e              |         |
| -------------- | --------------- | -------------------------- | --------------- | ------- |
| Eindklassement | Hein Otterspeer | Dai Dai Ntab               | Lennart Velema  | uitslag |
|                |                 |                            |                 |         |
| 500 m          | Dai Dai Ntab    | Michel Mulder Jan Smeekens |                 | uitslag |
| 1000 m         | Hein Otterspeer | Lennart Velema             | Gijs Esders     | uitslag |
| 500 m          | Michel Mulder   | Dai Dai Ntab               | Hein Otterspeer | uitslag |
| 1000 m         | Hein Otterspeer | Lennart Velema             | Pim Schipper    | uitslag |

### Vrouwen sprint
| Onderdeel      | 1e              | 2e              | 3e                 |         |
| -------------- | --------------- | --------------- | ------------------ | ------- |
| Eindklassement | Jutta Leerdam   | Letitia de Jong | Sanneke de Neeling | uitslag |
|                |                 |                 |                    |         |
| 500 m          | Jutta Leerdam   | Letitia de Jong | Janine Smit        | uitslag |
| 1000 m         | Jutta Leerdam   | Letitia de Jong | Lotte van Beek     | uitslag |
| 500 m          | Letitia de Jong | Jutta Leerdam   | Sanneke de Neeling | uitslag |
| 1000 m         | Jutta Leerdam   | Letitia de Jong | Sanneke de Neeling | uitslag |

## Klassementen

### Mannen allround
| #      | Schaatser         | 500m          | 5000m           | 1500m           | 10.000m         | Punten     |
| ------ | ----------------- | ------------- | --------------- | --------------- | --------------- | ---------- |
| Goud   | Douwe de Vries    | 37,14 (8)     | 6.12,47 (1) pr  | 1.45,08 (1) pr  | 12.55,10 (1) pr | 148,168    |
| Zilver | Marcel Bosker     | 36,51 (5)     | 6.13,45 (2) pr  | 1.45,74 (2)     | 13.14,34 (2)    | 148,818 pr |
| Brons  | Chris Huizinga    | 37,05 (7) pr  | 6.24,28 (4)     | 1.47,52 (3) pr  | 13.25,87 (3) pr | 151,611 pr |
| 04     | Thomas Geerdinck  | 36,60 (3)     | 6.28,83 (5)     | 1.48,40 (8) pr  | 13.30,79 (5) pr | 151,855 pr |
| 05     | Jos de Vos        | 37,63 (12)    | 6.24,03 (3)     | 1.48,26 (7)     | 13.29,20 (4)    | 152,579    |
| 06     | Tjerk de Boer     | 36,37 (4)     | 6.34,38 (8) pr  | 1.47,92 (5) pr  | 13.48,64 (7) pr | 153,213 pr |
| 07     | Tijmen Snel       | 35,75 (1) pr  | 6.41,34 (13) pr | 1.47,97 (6) pr  | 14.12,71 (8) pr | 154,509 pr |
| 08     | Lex Dijkstra      | 38,19 (17)    | 6.31,11 (6)     | 1.50,14 (11)    | 13.41,72 (6)    | 155,100    |
|        | Louis Hollaar     | 36,23 (2) pr  | 6.33,48 (7) pr  | 1.47,65 (4) pr  | WDR             | 111,461    |
| 09     | Gerwin Colje      | 36,55 (6) pr  | 6.39,24 (11) pr | 1.49,04 (9) pr  |                 | 112,820    |
| 10     | Jorick Duijzer    | 37,15 (9) pr  | 6.43,83 (14) pr | 1.49,54 (10) pr |                 | 114,046    |
| 11     | Victor Ramler     | 37,43 (11) pr | 6.39,87 (12)    | 1.50,75 (13) pr |                 | 114,333    |
| 12     | Jeroen Janissen   | 37,89 (13)    | 6.37,88 (10) pr | 1.51,13 (14)    |                 | 114,721    |
| 13     | Jort Boomhouwer   | 37,25 (10)    | 6.50,59 (17) pr | 1.50,52 (12) pr |                 | 115,149    |
| 14     | Marwin Talsma     | 39,10 (19)    | 6.35,71 (9)     | 1.51,17 (15)    |                 | 115,727    |
| 15     | Wiebe Stassen     | 38,08 (15) pr | 6.49,68 (16) pr | 1.51,28 (16) pr |                 | 116,141    |
| 16     | Jan Hamers        | 37,92 (14)    | 6.57,36 (18)    | 1.51,94 (17)    |                 | 116,969    |
| 17     | André Los         | 38,75 (18)    | 6.46,19 (15)    | 1.53,46 (20) pr |                 | 117,189    |
| 18     | Wesley Hollenberg | 38,12 (16) pr | 6.58,30 (20)    | 1.52,58 (18) pr |                 | 117,476    |
| 19     | Sjoerd Kleinhuis  | 51,85 (20)    | 6.57,88 (19)    | 1.53,04 (19)    |                 | 131,318    |

### Vrouwen allround
| #      | Schaatser           | 500m          | 3000m           | 1500m           | 5000m             | Punten     |
| ------ | ------------------- | ------------- | --------------- | --------------- | ----------------- | ---------- |
| Goud   | Carlijn Achtereekte | 39,65 (2) pr  | 4.02,81 (2)     | 1.55,76 (2) pr  | 6.49,81 (2) pr    | 159,685    |
| Zilver | Joy Beune           | 39,29 (1)     | 4.03,20 (3)     | 1.54,72 (1)     | 6.58,94 (3) pr    | 159,957 pr |
| Brons  | Esmee Visser        | 41,82 (17)    | 4.02,72 (1)     | 1.57,69 (5) pr  | 6.47,47 (1) pr/BR | 162,250 pr |
| 04     | Melissa Wijfje      | 39,96 (3)     | 4.05,04 (4)     | 1.56,17 (3)     | 7.07,52 (5)       | 162,275    |
| 05     | Reina Anema         | 40,96 (12)    | 4.06,73 (5)     | 1.57,35 (4) pr  | 7.02,99 (4)       | 163,496    |
| 06     | Roza Blokker        | 40,49 (7) pr  | 4.08,06 (6) pr  | 1.59,24 (7) pr  | 7.11,25 (6) pr    | 164,704 pr |
| 07     | Sanne in 't Hof     | 40,54 (8) pr  | 4.09,56 (7) pr  | 1.59,50 (10) pr | 7.14,71 (8)       | 165,437 pr |
| 08     | Esther Kiel         | 40,59 (9) pr  | 4.11,51 (8) pr  | 1.59,18 (6) pr  | 7.13,66 (7) pr    | 165,600 pr |
| 09     | Aveline Hijlkema    | 40,28 (5)     | 4.14,39 (9)     | 1.59,44 (8)     |                   | 122,491    |
| 10     | Marit Steunenberg   | 40,10 (4) pr  | 4.22,40 (15) pr | 1.59,46 (9) pr  |                   | 123,653    |
| 11     | Femke Markus        | 41,25 (13)    | 4.16,83 (10)    | 2.01,07 (11)    |                   | 124,411    |
| 12     | Muriël Meijer       | 40,39 (6) pr  | 4.21,83 (13) pr | 2.01,22 (12) pr |                   | 124,434    |
| 13     | Roos Markus         | 40,90 (11) pr | 4.21,78 (12) pr | 2.03,36 (14) pr |                   | 125,650    |
| 14     | Sandra Dekker       | 41,43 (14)    | 4.22,20 (14) pr | 2.03,14 (13) pr |                   | 126,176    |
| 15     | Sterre Jonkers      | 42,55 (19)    | 4.20,54 (11)    | 2.04,07 (15)    |                   | 127,329    |
| 16     | Ariane Smit         | 40,75 (10) pr | 4.36,06 (18)    | 2.04,55 (16) pr |                   | 128,276    |
| 17     | Naomi van der Werf  | 41,55 (15)    | 4.30,86 (16)    | 2.06,42 (17)    |                   | 128,833    |
| 18     | Isa Merkuur         | 42,19 (18) pr | 4.31,03 (17)    | 2.07,11 (18) pr |                   | 129,731    |
| 19     | Myrte Sandu         | 41,67 (16)    | 4.41,46 (20)    | 2.08,16 (19) pr |                   | 131,300    |
| 20     | Britt de Boer       | 42,16 (20)    | 4.40,99 (19)    | 2.08,95 (20) pr |                   | 132,424    |

### Mannen sprint
| #      | Schaatser             | 500m          | 1000m           | 500m          | 1000m           | Punten     |
| ------ | --------------------- | ------------- | --------------- | ------------- | --------------- | ---------- |
| Goud   | Hein Otterspeer       | 35,06 (6)     | 1.08,05 (1)     | 34,74 (3)     | 1.08,22 (1)     | 137,935 BR |
| Zilver | Dai Dai Ntab          | 34,67 (1)     | 1.09,35 (5)     | 34,65 (2)     | 1.09,51 (6)     | 138,750 pr |
| Brons  | Lennart Velema        | 35,07 (7) pr  | 1.08,89 (2) pr  | 35,24 (6)     | 1.08,60 (2) pr  | 139,055 pr |
| 04     | Pim Schipper          | 35,15 (8)     | 1.09,33 (4)     | 34,96 (4) pr  | 1.08,88 (3)     | 139,215 pr |
| 05     | Michel Mulder         | 34,92 (2)     | 1.10,11 (9)     | 34,62 (1)     | 1.09,34 (5)     | 139,265    |
| 06     | Gijs Esders           | 34,99 (4) pr  | 1.09,19 (3)     | 35,26 (7)     | 1.09,03 (4) pr  | 139,360 pr |
| 07     | Jesper Hospes         | 34,99 (4)     | 1.10.78 (14)    | 35,08 (5)     | 1.09,96 (9)     | 140,440 pr |
| 08     | Martijn van Oosten    | 35,60 (12)    | 1.10,08 (8)     | 35,40 (8)     | 1.09,85 (8)     | 140,965 pr |
| 09     | Aron Romeijn          | 35,41 (10)    | 1.10,18 (10)    | 35,43 (9)     | 1.10,48 (12)    | 141,170 pr |
| 10     | Wesly Dijs            | 35,93 (15) pr | 1.09,98 (7)     | 36.04 (15)    | 1.09,51 (6) pr  | 141,715 pr |
| 11     | Tom Kant              | 35,86 (14)    | 1.10,48 (11) pr | 35,64 (11) pr | 1.10,10 (10) pr | 141,790 pr |
| 12     | Joost Born            | 35,53 (11) pr | 1.10,59 (12)    | 35,56 (10)    | 1.10,83 (15)    | 141,800 pr |
| 13     | Niek Deelstra         | 35,71 (13)    | 1.11,05 (16)    | 35,87 (12)    | 1.10,39 (11)    | 142,300 pr |
| 14     | Joost van Dobbenburgh | 36,04 (17) pr | 1.10,78 (14) pr | 35,90 (13) pr | 1.10,51 (13) pr | 142,585 pr |
| 15     | Thijs Govers          | 35,99 (16)    | 1.10,76 (13)    | 36,01 (14)    | 1.11,23 (16)    | 142,995 pr |
| 16     | Joep Kalverdijk       | 36,78 (20)    | 1.12,14 (18)    | 36,37 (16)    | 1.10,58 (14) pr | 144,510 pr |
| 17     | Hille Drenth          | 36,24 (18) pr | 1.12,22 (19) pr | 36,48 (17)    | 1.11,67 (18) pr | 144,665 pr |
| 18     | Olaf Gerritsen        | 36,59 (19) pr | 1.12,41 (20) pr | 36,63 (18)    | 1.11,66 (17) pr | 145,255 pr |
|        | Gerben Jorritsma      | 35,15 (8)     | 1.09,57 (6)     | DQ            |                 | 069,935    |
|        | Jan Smeekens          | 34,92 (2)     | 1.11,34 (17)    | WDR           |                 | 070,590    |

### Vrouwen sprint
| #      | Schaatsster          | 500m          | 1000m           | 500m          | 1000m           | Punten        |
| ------ | -------------------- | ------------- | --------------- | ------------- | --------------- | ------------- |
| Goud   | Jutta Leerdam        | 38,01 (1) pr  | 1.14,47 (1)     | 37,83 (2) pr  | 1.13,99 (1) pr  | 150,070 pr/BR |
| Zilver | Letitia de Jong      | 38,18 (2)     | 1.14,89 (2)     | 37,79 (1) pr  | 1.15,03 (2)     | 150,930       |
| Brons  | Sanneke de Neeling   | 38,75 (5)     | 1.16,21 (6)     | 38,16 (3) pr  | 1.15,39 (3)     | 152,710       |
| 04     | Janine Smit          | 38,42 (3) pr  | 1.16,75 (7)     | 38,22 (4) pr  | 1.15,97 (6) pr  | 153,000 pr    |
| 05     | Lotte van Beek       | 39,14 (9)     | 1.15,49 (3)     | 38,98 (12)    | 1.15,54 (4)     | 153,635 pr    |
| 06     | Sanne van der Schaar | 39,26 (11)    | 1.16,12 (4) pr  | 38,65 (5) pr  | 1.15,97 (6) pr  | 153,995 pr    |
| 07     | Isabelle van Elst    | 38,75 (5)     | 1.16,84 (8) pr  | 38,67 (6) pr  | 1.16,45 (8) pr  | 154,065 pr    |
| 08     | Elisa Dul            | 39,45 (14)    | 1.16,16 (5)     | 38,96 (11)    | 1.15,83 (5)     | 154,405       |
| 09     | Esmé Stollenga       | 39,46 (15)    | 1.17,10 (10) pr | 38,84 (8)     | 1.16,53 (9) pr  | 155,115 pr    |
| 10     | Dione Voskamp        | 38,42 (3)     | 1.17,57 (14)    | 38,95 (9)     | 1.18,02 (15)    | 155,165       |
| 11     | Lina Miedema         | 38,91 (7) pr  | 1.17,56 (13) pr | 38,695 (9)    | 1.18,04 (16)    | 155,660 pr    |
| 12     | Bo van der Werff     | 39,33 (12)    | 1.17,41 (12)    | 39,28 (15)    | 1.16,94 (12) pr | 155,785 pr    |
| 13     | Manouk van Tol       | 39,44 (13)    | 1.17,59 (15)    | 39,19 (13)    | 1.16,88 (10)    | 155,865 pr    |
| 14     | Tessa Boogaard       | 39,19 (10) pr | 1.17,94 (16)    | 38,78 (7) pr  | 1.17,95 (14)    | 155,915 pr    |
| 15     | Roxanne van Hemert   | 39,52 (16)    | 1.17,38 (11)    | 39,25 (14)    | 1.16.93 (11)    | 155,925 pr    |
| 16     | Helga Drost          | 39,61 (17)    | 1.19,57 (19)    | 39,50 (17)    | 1.18,46 (17)    | 158,125       |
| 17     | Danouk Bannink       | 39,81 (18)    | 1.20,61 (20)    | 39,43 (16)    | 1.19,46 (19) pr | 159,275 pr    |
| 18     | Anouk Sanders        | 40,27 (19)    | 1.19,32 (18) pr | 40,12 (19) pr | 1.19,02 (18) pr | 159,560 pr    |
| 19     | Leeyen Harteveld     | 45,32 (20)    | 1.18,25 (17) pr | 39,90 (18)    | 1.17,58 (13) pr | 163,135       |
|        | Anice Das            | 39,01 (8)     | 1.16,90 (9)     | DQ            |                 | 077,460       |